# Бугаївська сільська рада (Вовчанський район)
Бугаївська сільська́ ра́да — адміністративно-територіальна одиниця та орган місцевого самоврядування в Вовчанському районі Харківської області. Адміністративний центр — село Бугаївка.

## Загальні відомості
- Революційна сільська рада утворена в 1920 році.
- Територія ради: 59,23 км²
- Населення ради: 1 276 осіб (станом на 2001 рік)
- Територією ради протікає річка Сіверський Донець.

## Населені пункти
Сільській раді були підпорядковані населені пункти:
- с. Бугаївка
- с. Сосновий Бір
- с. Шевченкове Перше

## Склад ради
Рада складалася з 20 депутатів та голови.
- Голова ради: Гончаров Сергій Володимирович
- Секретар ради: Явдошенко Валентина Іванівна

### Керівний склад попередніх скликань
| Прізвище, ім'я, по батькові   | Основні відомості                                                 | Дата обрання | Дата звільнення |
| ----------------------------- | ----------------------------------------------------------------- | ------------ | --------------- |
| Дзюба Валентина Миколаївна    | Сільський голова, 1969 року народження                            | 26.03.2006   | 31.10.2010      |
| Гончаров Сергій Володимирович | Сільський голова, 1962 року народження, освіта вища, безпартійний | 31.10.2010   |                 |

Примітка: таблиця складена за даними сайту Верховної Ради України

### Депутати
За результатами місцевих виборів 2010 року депутатами ради стали:

#### За суб'єктами висування
| Суб'єкт висування                                       | Кількість обраних депутатів | %  |
| ------------------------------------------------------- | --------------------------- | -- |
| Партія регіонів                                         | 16                          | 80 |
| Самовисування                                           | 2                           | 10 |
| Політична партія Всеукраїнське об'єднання «Батьківщина» | 1                           | 5  |
| Соціалістична партія України                            | 1                           | 5  |

#### За округами
| № округу                                                | Прізвище, ім'я, по батькові    | Дата визнання обраним | Освіта  | Партійна приналежність                        | Відомості про обраного депутата                                   |
| ------------------------------------------------------- | ------------------------------ | --------------------- | ------- | --------------------------------------------- | ----------------------------------------------------------------- |
| Партія регіонів                                         |                                |                       |         |                                               |                                                                   |
| 2                                                       | Курдін Олександр Володимирович | 02.11.2010            | вища    | позапартійний                                 | База відпочинку «Соснова», менеджер                               |
| 3                                                       | Швиголь Ольга Вікторівна       | 02.11.2010            | вища    | позапартійна                                  | Революційна сільська рада, секретар                               |
| 4                                                       | Логвиненко Олена Олександрівна | 02.11.2010            | вища    | член Партії регіонів                          | Революційний ясла-садок, завідувачка                              |
| 5                                                       | Полуян Валерій Васильович      | 02.11.2010            | вища    | позапартійний                                 | Революційна сільська рада, водій                                  |
| 6                                                       | Пономарьова Ніна Григорівна    | 02.11.2010            | вища    | позапартійна                                  | Пролетарська загальноосвітня школа, директор                      |
| 8                                                       | Галич Валентина Максимівна     | 02.11.2010            | вища    | позапартійна                                  | ПП «Савченко», продавець                                          |
| 9                                                       | Петрова Валентина Петрівна     | 02.11.2010            | середня | член Партії регіонів                          | пенсіонер                                                         |
| 10                                                      | Бородатов Сергій Борисович     | 02.11.2010            | середня | позапартійний                                 | ТОВ завод «Дерев'яних конструкцій», директор                      |
| 11                                                      | Денисова Тетяна Миколаївна     | 02.11.2010            | вища    | член Партії регіонів                          | Революційна сільська рада, бухгалтер                              |
| 14                                                      | Даньшина Любов Миколаївна      | 02.11.2010            | середня | член Партії регіонів                          | Пролетарська загальноосвітня школа, кухар                         |
| 15                                                      | Посохов Андрій Олександрович   | 02.11.2010            | вища    | член Партії регіонів                          | Революційна сільська рада, спеціаліст з питань земельних відносин |
| 16                                                      | Романова Наталія Вікторівна    | 02.11.2010            | вища    | член Партії регіонів                          | Шевченківська загальноосвітня школа, директор                     |
| 17                                                      | Явдошенко Валентина Іванівна   | 02.11.2010            | вища    | член Партії регіонів                          | Революційний ясла-садок, підсобний робітник                       |
| 18                                                      | Безбородова Марина Іванівна    | 02.11.2010            | середня | член Партії регіонів                          | ПП Капорі на, продавець                                           |
| 19                                                      | Саєнко Марія Миколаївна        | 02.11.2010            | вища    | позапартійна                                  | Шевченківська загальноосвітня школа, вчитель                      |
| 20                                                      | Долгополова Тетяна Анатоліївна | 02.11.2010            | вища    | член Партії регіонів                          | Шевченківська -І бібліотека, бібліотекар                          |
| Політична партія Всеукраїнське об'єднання «Батьківщина» |                                |                       |         |                                               |                                                                   |
| 13                                                      | Кулик Наталія Іванівна         | 02.11.2010            | вища    | член Всеукраїнського об'єднання «Батьківщина» | тимчасово не працює                                               |
| Соціалістична партія України                            |                                |                       |         |                                               |                                                                   |
| 12                                                      | Таборовець Андрій Андрійович   | 02.11.2010            | вища    | позапартійний                                 | тимчасово не працює                                               |
| Самовисування                                           |                                |                       |         |                                               |                                                                   |
| 1                                                       | Швайка Тамара Іванівна         | 02.11.2010            | вища    | член Народної партії                          | ТОВ «Славянське-5», головний бухгалтер                            |
| 7                                                       | Довгопол Валерій Олександрович | 02.11.2010            | середня | член Політичної партії «Наша Україна»         | ТОВ «Синтез Блиск», охоронець                                     |